# Zenegroenbladroller
De zenegroenbladroller (Endothenia ustulana) is een vlinder uit de familie van de bladrollers (Tortricidae). De wetenschappelijke naam werd gepubliceerd in 1811 door Haworth.
De soort komt voor in Europa.